# 伐地美生
伐地美生（开发代号：ASA404），也叫5,6-二甲基吨酮-4-乙酸（dimethylxanthone acetic acid，缩写DMXAA）、2,5-己酮可可碱等，是一种有机化合物，分子式C17H14O4，可作为肿瘤血管破坏剂（tumor-VDA）。